# Садовська Ольга Олександрівна
Ольга Олександрівна Садовська  (біл. Вольга Аляксандраўна Садоўская; 30 квітня 1967, Мінськ, БРСР, СРСР — 24 вересня 2019) — радянська білоруська шашистка, чемпіонка Білорусі з міжнародних шашок 2013 року серед жінок. Учасниця чемпіонату Європи 2012 року (6 місце). Міжнародний майстер. Тренувала Андрія Валюка.
Сестра-близнюк багаторазової чемпіонки світу з міжнародних шашок Зої Голубєвої.
Батько Зої та Ольги Садовських, кандидат у майстри спорту Олександр Садовський, змалку привчав дочок до шашок. Тренувалася у Михайла Каца.